# بودجو بيتشنزي
بودجو بيتشنزي (بالإيطالية: Poggio Picenze)‏ هي بلدية في مقاطعة لاكويلا في إقليم أبروتسو الإيطالي.

## السكان
في سنة 1861 بلغ عدد السكان 867 نسمة، وتطور العدد ليصل في سنة 2011 لـ 1٬068 نسمة.
يظهر هذا المخطط البياني تطور النمو السكاني لـ بودجو بيتشنزي